# Megacyllene anacantha
Megacyllene anacantha là một loài bọ cánh cứng trong họ Cerambycidae.